# نيكولاس ألفاريز مارتينيز
نيكولاس ألفاريز مارتينيز (بالإسبانية: Nicolás Álvarez Martínez)‏ هو سياسي مكسيكي، ولد في 5 سبتمبر 1963 في المكسيك. حزبياً، نشط في الحزب الثوري المؤسساتي. وقد انتخب عضو مجلس النواب المكسيك.